# Acianthera rubroviridis
Acianthera rubroviridis é  uma espécie de orquídea (Orchidaceae) que existe em Cuba, Venezuela, Colômbia, Equador e Peru. Pertence à secção Sicaria, subseção Sicaria do gênero Acianthera, caracterizado plantas de crescimento cespitoso, com caules secundários, também chamados ramicaules, com a secção superior triangular, mais largos junto a folha que na base, inflorescência subséssil com poucas ou muitas flores, segmentos florais frequentemente espessos, ou levemente pubescentes ou papilosos, em um grupo composto por plantas mais fibrosas e resistentes, com ramicaule canaliculado, com asas estreitas, pouco comprimido no ápice, cuja folha não parece uma continuação do ramicaule, ou seja, a ligação entre os dois é clara. Esta espécie distingue-se das demais ser a única com sépalas de interior liso; folha de base cuneada; labelo de margens convexas e obtusas com par de calos espessos; e sépalas não apiculadas.

## Publicação e sinônimos
- Acianthera rubroviridis (Lindl.) Pridgeon & M.W.Chase, Lindleyana 16: 246 (2001).

Sinônimos homotípicos:
- Pleurothallis rubroviridis Lindl., Ann. Mag. Nat. Hist., III, 1: 327 (1858).
- Humboltia rubroviridis (Lindl.) Kuntze, Revis. Gen. Pl. 2: 668 (1891).

Sinônimos heterotípicos:
- Pleurothallis cubensis Lindl., Ann. Mag. Nat. Hist., III, 1: 328 (1858).
- Humboltia cubensis (Lindl.) Kuntze, Revis. Gen. Pl. 2: 667 (1891).
- Acianthera cubensis (Lindl.) Pridgeon & M.W.Chase, Lindleyana 16: 243 (2001).